# إميل أندريه
إميل أندريه Émile André (1871-1971) معماري وفنان ومصمم أثاث فرنسي.
ولد في نانسي بفرنسا، ودرس الهندسة المعمارية في مدرسة الفنون الجميلة بباريس. سافر بين عامي 1894 و 1900 إلى العديد من البلاد منها تونس وصقلية ومصر وإيران وسيلان، أنتج خلالها العديد من الدفاتر التي تحتوي الكثير من الرسوم والصور الفوتوغرافية. عمل في البداية في أستوديو أبيه شارل أندريه، ثم مع فالن يوجين ووضع معه مبادئ الفن الحديث. ويعتبر واحدا من أهم المعماريين في عصره. صمم أكثر من عشرة مباني ذات طراز عصري في نانسي بين عامي 1901 و1912.